# Musweiler
Musweiler là một đô thị ở huyện Bernkastel-Wittlich, trong bang Rheinland-Pfalz, Đô thị Musweiler có diện tích 3,05 km², dân số thời điểm ngày 31 tháng 12 năm 2006 là 60 người.